# Archidendron falcatum
Archidendron falcatum är en ärtväxtart som beskrevs av Ivan Christian Nielsen. Archidendron falcatum ingår i släktet Archidendron och familjen ärtväxter. Inga underarter finns listade i Catalogue of Life.